# Melanagromyza viciae
Melanagromyza viciae este o specie de muște din genul Melanagromyza, familia Agromyzidae, descrisă de Wenn în anul 1985. Conform Catalogue of Life specia Melanagromyza viciae nu are subspecii cunoscute.